# Ruta Provincial 20 (Santa Cruz)
La Ruta Provincial 20 es una carretera de la Patagonia argentina, en la provincia de Santa Cruz. Su recorrido total es de 13 km completamente asfaltada. Tiene como extremo este el empalme RN 40 y al sur el Paso Dorotea con Chile.

## Localidades
Los pueblos y ciudades por los que pasa este ruta de este a oeste son:

### Provincia de Santa Cruz
Recorrido: 13 km (km 0 a 13).
- Departamento Güer Aike: Julia Dufour (km 0), Mina 3 (km 2-4), Río Turbio (km 5-9) y Mina 1 (km 12)